# دانشنامه انکارتا
انکارتا (به انگلیسی: Encarta) دانشنامه دیجیتال چندرسانه‌ای و محصول شرکت مایکروسافت بود که از سال ۱۹۹۳ میلادی ساخته شد و حاوی مقالات مرجع کوتاه، اطلس جهانی و بسیاری از اطّلاعات مفید دیگر بود. مایکروسافت در سال ۲۰۰۹ پروژه را قطع و وب‌سایت آن را از دسترس خارج کرد.
نسخهٔ ۲۰۰۸ آن حاوی ۶۷ هزار مقاله در زمینه‌های گوناگون است. از امکانات این نرم‌افزار می‌توان به داشتن بازی‌های علمی برای بالا بردن سطح دانش، نقشه‌های جهانگردی دو بعدی و سه بعدی، تصاویر مختلف، استفاده از فلش و صداهای بسیار نام برد. مرکزی که تارنماهای مفیدی را در اختیار شما می‌گذارد و قابلیّت بروز شدن اطلاعات دانشنامه نیز از دیگر قابلیّت‌های آن است. برای مثال اگر در نسخه‌ای از دانشنامه نام ریاست جمهوری کشوری مشخص شده‌است اما بعداً در آن کشور انتخابات ریاست جمهوری برگزار شود، با مراجعه به وبگاه دانشنامه و دریافت وصله لازم، نام رئیس‌جمهور جدید جایگزین قبلی می‌شود. این دانشنامه از ۳۱ اکتبر ۲۰۰۹ به روز نشده‌است.